# 緊急通報受理機関
緊急通報受理機関（きんきゅうつうほうじゅりきかん）とは、緊急事態を察知した通報者から発信された緊急通報用電話番号による緊急通報を受理し、それらに対応する措置を取ることによって、社会の治安および人々の生命と健康を守る機関の総称である。
緊急通報受理機関とは、日本国内で独自に使用される名称であるが、これは英語圏における狭義のエマージェンシー・サービス (英: Emergency services) に相当するものと思われる。以下、当項目では後述の節にて、このエマージェンシー・サービスについても扱う。

## 緊急通報受理機関
日本国内で緊急通報受理機関と呼ばれる機関は以下の3つである。
- 警察機関 — 地域の治安を維持し、人命と身体および財産の安全を脅かし得る犯罪を取り締まる。
- 消防機関 — 火災を予防・警戒および鎮圧し、火災から人命と身体および財産を保護し、必要に応じて救急隊を派遣して傷病者を救命する。
- 海上保安庁 — 海上における安全と治安の確保を任務とする。

## エマージェンシー・サービス

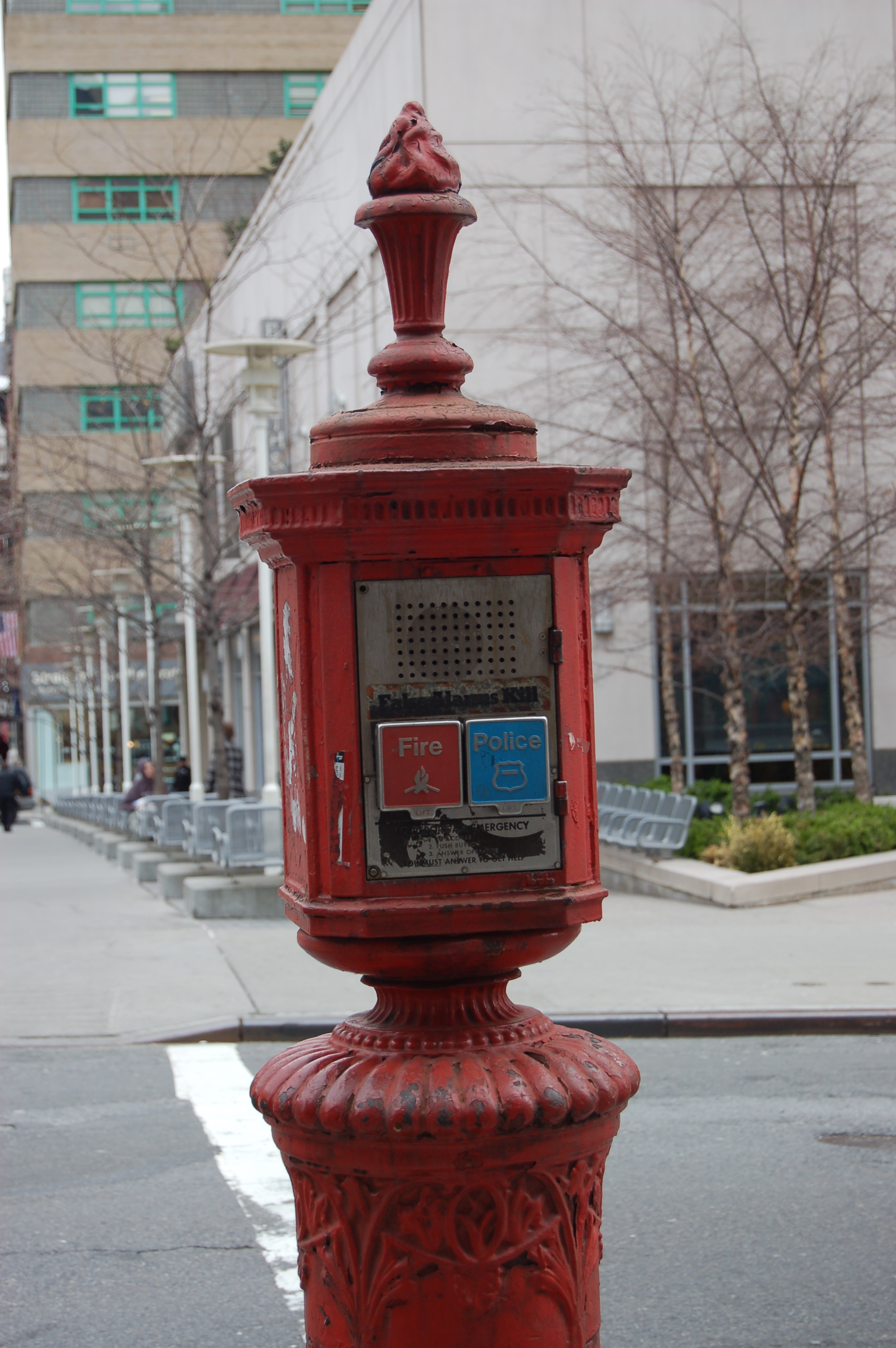
ニューヨーク市内の緊急通報用公衆電話

エマージェンシー・サービス (英: Emergency services) は、様々な緊急事態に対応して、社会治安の確保と人々の健康の増進を図る機関の総称である。これらの機関は、ある特定のタイプの緊急事態のみを処理するために単独で組織されるものから、機関の平常時における任務・業務の一部として、一度きりの緊急事態の処理をするものまで、その存在は多様である。その多くは、緊急事態を未然に回避するため、あるいは発生した場合も、それを察知すると同時に速やかに通報してもらう助けとなるために、日常的に人々が自治意識や予防計画を持つように働いている。
それらの緊急対応機関が利用可能かどうかについては、利用者の居場所に大きく左右されることはもちろん、時にはサービスの受け手が報酬の支払いや適切な保険への加入、あるいはその他に担保が必要となる場合も存在する。

### エマージェンシー・サービスの主要な機能
エマージェンシー・サービスの主要な機能は以下の3つである。
- 警察 — 警察官を配置し、地域社会の安全を確保し、人命や財産を脅かし得る犯罪を取り締まる。
- 消防 — 消防士を配置し、火事の始末と現場での救命活動を行う。
- 救急 — 救急車と救急隊員を派遣し、緊急に医療を必要とする傷病者の応急手当をする。

イギリスなどの一部の国では、これら3つの機能は地域別に3つの独立した機関によって提供されている。一方で、（日本を含む）多くの国々では消防と救急の機能が共に同一の機関により提供される。
緊急事態の切迫した状況を伝える緊急通報に対応するため、緊急対応機関は1つまたは複数の専用の緊急通報用電話番号を指定している。欧州緊急通報番号の112番や英国の緊急通報番号999番などである。一部の国では、すべての機関に対応した単一の番号が使用されている。一方で、機関毎に個別の番号が割り振られている国もある。

### その他のエマージェンシー・サービス
以下のエマージェンシー・サービスは、その分野における中核的な機関または独立した政府機関や私設機関により提供される。
- 軍隊 — 爆発物処理や、大規模災害発生時の支援物資の輸送・供給等の、高度な要求に対応して専門的な任務を担う。
- 沿岸警備 — 海上の捜索・救助活動（水難救助）の他に、海上における治安維持機能としての沿岸域の警備を担う。
- 救難艇 — 主に海上で遭難者の救助活動を担う。ボランティアであることもある(英国のRNLIが代表例)。
- 山岳救助 — 山岳地帯における捜索・救助活動を担う。時には他に荒野をも活動の対象地域とすることがある。
- 洞窟救助 — 洞窟探検中に怪我を負った者や穴の中に閉じ込められた者、迷子人等の捜索・救助活動を担う。
- 鉱山救助 — 特殊な訓練を受けた救助隊員が特殊装備を用いて、坑内火災や爆発、落盤事故、水害、有毒ガスの発生によって身動きの取れなくなった鉱夫の救助を担う。（2010年のチリでの鉱山事故が代表的なケース）
- テクニカル・レスキュー — 一般的な救助隊では技術的困難が伴うような環境や状況における救助活動を担う。平常時は特殊な業務を実行している。(急流救助が代表例).
- 捜索救難 — 都市、山野、海上等、それぞれの環境や状況に特化した捜索・救助活動を担う。
- 山火事鎮静 — 森林や山野で発生する山火事の察知、コントロール、鎮静を図る。
- 爆発物処理 — テロ兵器や戦時の不発弾等、危険な爆発物の無害化を任務とする。
- 血液・臓器の移植・提供 — 救急医療の基盤となる、移植または輸血用の臓器や血液の提供・供給を仲介する。（英国の国立血液サービスが代表例）
- 危機管理 — 大規模な緊急事態が発生した際に、資源の調整等を担う。
- アマチュア無線非常通信 — 他のエマージェンシー・サービスに対して、アマチュア無線通信による支援を行う。
- ハズマット — 危険物の除去を担う。
- 空中捜索 緊急サービスのために航空機による巡回活動、緊急事態の早期発見を担う。（米国の民間航空パトロールや英国のSky Watchが代表例）

### 民間防衛組織
以下の機関および組織は緊急事態に対応し、他の安全関連機関へ速やかに通知する。その活動は職務上の義務であったり、会社の主な任務であったり、時には趣味の一環であることもある。
- 公益事業 — インフラに障害が生じた場合に、ガス・電気・水の安全な供給を確保する。
- 自動車の故障救援（ロードサービス） — 事故車両や走行不能に陥った自動車の修理・修復を任務とする。
- 民間交通整理 — such as operated by the 路上で交通事故が発生した場合に、道路環境の保全を促進し、交通の流れを円滑に保つ。（英国道路庁が代表例）
- エマージェンシー・ソーシャル・サービス
- コミュニティ緊急対応チーム — 大規模かつ広範囲に及ぶ緊急事態に対応するため、休息所等の施設・設備の設置・編成を助ける。
- 災害救援 — 赤十字や救世軍が代表例で、医療を提供する。
- 飢饉救済チーム
- アマチュア無線通信組織 — 緊急時の通信的な支援を図る。
- 中毒管理 — 中毒症状のみられる患者の治療をサポートする専門家を提供する。
- 動物管理 — 動物に係る緊急事態に対応し、支援や指揮を執る。
- フォレストサービス - （日本の場合、林野庁に相当する）
- セントジョンアンビュランス / 赤十字 / マルタ騎士団救急部隊 — 応急処置や医療の支援にあたる。

### 特定の場所における緊急対応機関
地理的に特別な環境あるいは場所においては、以下のような専門の組織が緊急事態に対処する。ただし、これは管轄の区域外で彼らが持っている技能の行使を妨げるものではなく、区域外の他のエマージェンシー・サービスをサポートする形で提供される。
- パークレンジャー — 国立公園や自然公園等の特定の区域内において警察と火災および救急に係る案件を含む多くの緊急事態に対応する。
- ライフガード — プールやウォーターパークおよび海水浴場等、水辺のレクリエーション施設を利用する者の安全を確保する。

### 共同・連携
より効果的にエマージェンシー・サービスが活動するには、複数の様々な機関が緊密な連携により協働することのほか、開かれた通信回線・手段を持つことが要求される。優れた活動を展開するエマージェンシー・サービスにとって、通信設備・手段の不備は深刻な損失となるが、多くの機関は適宜、これらに対応する通信・連絡網を備えている。その他、プロフェッショナルの機関とボランティアの団体の対立であったり、それぞれの管轄する地域や部門・分野に起因する論争等の様々な理由により、複数の異なるエマージェンシー・サービス同士が緊張状態に至ることもある。
大規模な緊急事態に備えて、異なる機関によって緊急時を想定した共同訓練や統一的な行動規範の検討、通信手段をより効果的に改良するなどの試み等が実施されることがある。イギリスではCHALETやETHANE等の共有のプロトコルが一般的に使用され、運用されているほか、アメリカでは国土安全保障省がインシデントコマンドシステム (ICS) を含む、国家インシデントマネジメントシステム (NIMS) を全米的に実施する旨を発表している。